# Marco Mundial Kunming-Montreal de la Diversidad Biológica
El Marco Mundial Kunming-Montreal de la Diversidad Biológica es un resultado de la Conferencia de Biodiversidad de la Organización de las Naciones Unidas de 2022. Su título provisional había sido "Marco Mundial de la Diversidad Biológica Posterior a 2020". El Marco Mundial de la Diversidad Biológica fue adoptado por la 15.ª Conferencia de las Partes (COP15) del Convenio sobre la Diversidad Biológica el 19 de diciembre de 2022. Ha sido promovido como un "Acuerdo de París por la Naturaleza".

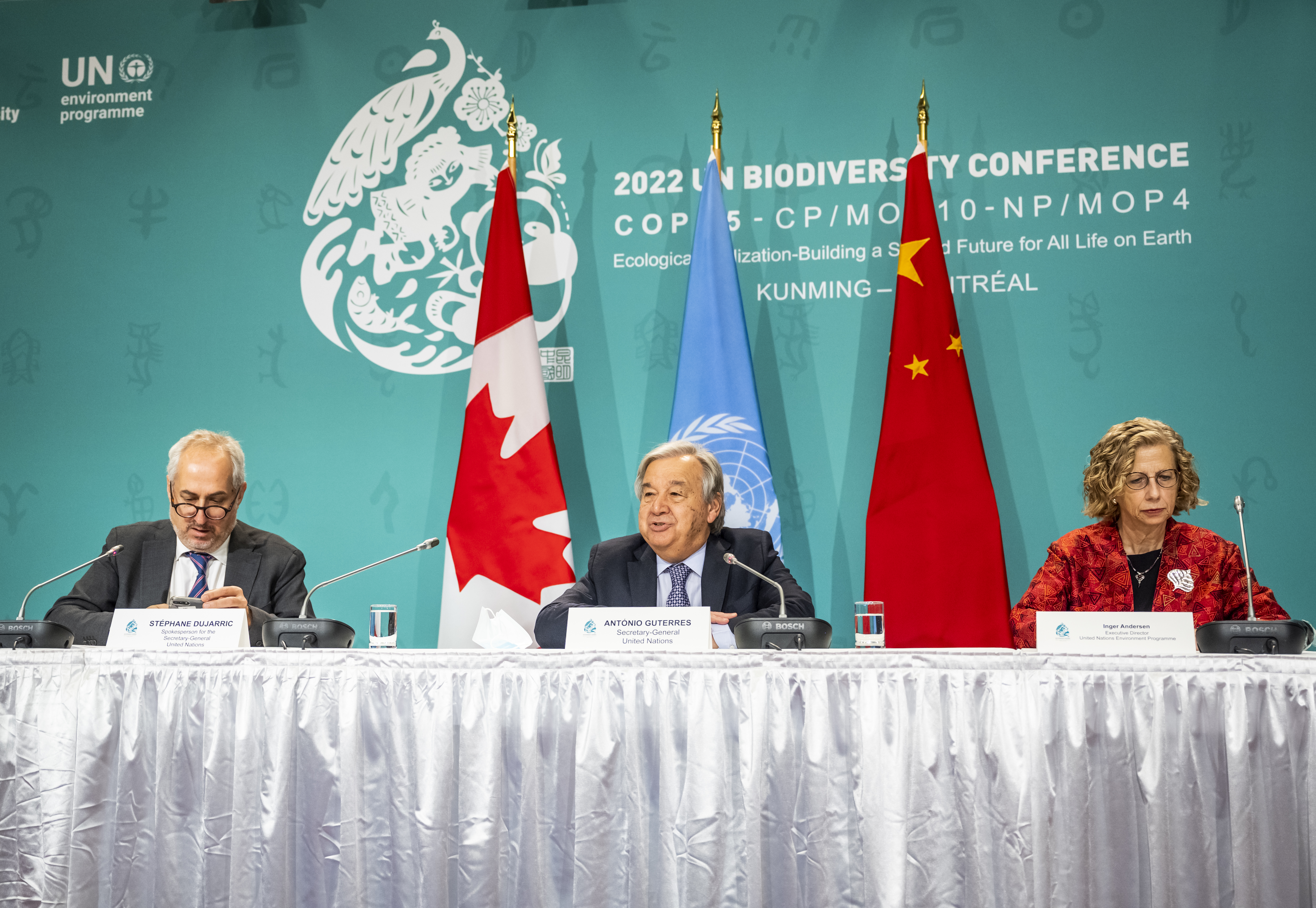
El secretario general de la ONU, António Guterres, hablando en la Conferencia de Biodiversidad de 2022 en Montreal que condujo a este tratado

El Marco lleva el nombre de dos ciudades, Kunming, que estaba programada para ser la ciudad anfitriona de la COP15 en octubre de 2020, pero pospuso y posteriormente renunció a las funciones de anfitriona debido a la política COVID de China, y Montreal, que es la sede del Convenio sobre la Diversidad Biológica. Secretaría e intervino para albergar la COP15 después de la cancelación de Kunming.

## Objetivos
El Marco Mundial de la Diversidad Biológica contiene 4 objetivos globales ("Objetivos globales de Kunming-Montreal para 2050") y 23 objetivos ("Objetivos globales de Kunming-Montreal para 2030"). El "objetivo 3" se conoce especialmente como el objetivo "30 por 30". Sucede al Plan Estratégico para la Biodiversidad 2011-2020 (incluidas las Metas de Aichi para la Biodiversidad). Especifica que los países deben dejar de subsidiar actividades que destruyen la vida silvestre, como la minería y la pesca industrial.
Los cuatro objetivos son:
1. La integridad, la resiliencia y la conectividad de los ecosistemas se mantienen, mejoran o restauran, aumentando sustancialmente el área de los ecosistemas naturales para 2050, y que se detiene la extinción de especies amenazadas inducida por el hombre, y que para 2050, la tasa de extinción y el riesgo de todas las especies se reducen diez veces y la abundancia de especies silvestres nativas aumenta a niveles saludables y resistentes; y que se mantenga la diversidad genética dentro de las poblaciones de especies silvestres y domesticadas, salvaguardando su potencial de adaptación.
2. La biodiversidad se utiliza y gestiona de forma sostenible y las contribuciones de la naturaleza a las personas, incluidas las funciones y los servicios de los ecosistemas, se valoran, mantienen y mejoran, y se restauran las que actualmente están en declive, apoyando el logro del desarrollo sostenible, en beneficio de las generaciones presentes y futuras para 2050.
3. Los beneficios monetarios y no monetarios de la utilización de los recursos genéticos y la información de secuencias digitales sobre los recursos genéticos y los conocimientos tradicionales asociados con los recursos genéticos, según corresponda, se comparten de manera justa y equitativa, incluso, según corresponda, con los pueblos indígenas y las comunidades locales, y aumentado sustancialmente para 2050, al tiempo que se garantiza la protección adecuada de los conocimientos tradicionales asociados con los recursos genéticos, contribuyendo así a la conservación y el uso sostenible de la biodiversidad, de conformidad con los instrumentos de acceso y distribución de beneficios acordados internacionalmente.
4. Medios adecuados de implementación, incluidos los recursos financieros, la creación de capacidad, la cooperación técnica y científica, y el acceso y la transferencia de tecnología para implementar plenamente el Marco Mundial de la Diversidad Biológica de Kunming-Montreal están garantizados y son accesibles equitativamente para todas las Partes, especialmente los países en desarrollo, en particular los países menos adelantados y los pequeños Estados insulares en desarrollo, así como los países con economías en transición, cerrando progresivamente la brecha financiera de la biodiversidad de $700 mil millones por año, y alineando los flujos financieros con el Marco Global de Biodiversidad de Kunming-Montreal y la Visión 2050 para la Biodiversidad.